# Cuatrocientos noventa y seis
El cuatrocientos noventa y seis (496) es el número natural que sigue al cuatrocientos noventa y cinco y precede al cuatrocientos noventa y siete.

## Propiedades matemáticas
- Es un número compuesto, que tiene los siguientes factores propios: 1, 2, 4, 8, 16, 31, 62, 124 y 248. Como la suma de sus factores es 496, se trata de un número perfecto, después del 28 y antes del 8128. Fue uno de los primeros números perfectos descubierto. Como número perfecto, está ligado al número primo de Mersenne 31, 25 - 1, con 24 (25 - 1) = 496. También relacionado con su característica como número perfecto, 496 es un divisor armónico, ya que el número de divisores de 496 dividido por la suma de los recíprocos de estos divisores, 1, 2, 4, 8, 16, 31, 62, 124, 248 y 496, (media armónica), es un entero, 5 en este caso.

No existe solución a la ecuación φ(x)=496, lo que hace que 496 sea nontotiente.
- Es el 31.er número triangular, después del 465 y antes del 528. Es por ello, el contraejemplo más pequeño a la hipótesis de que uno más que un número par triangular es un número primo.
- Es el 16.º número hexagonal, después del 435 y antes del 561.
- Es un número nonagonal centrado.
- Es un número 11-gonal centrado.
- Es el mayor número feliz, menor de 500.
- La dimensión real de E8 es 496.

## En física
El número 496 es muy importante en la teoría de supercuerdas. En 1984, Michael Green y John H. Schwarz comprobaron que una de las condiciones necesarias para que esta teoría tuviese sentido, era que la dimensión del grupo de gauge de la Teoría de cuerdas de Tipo I debía ser 496. El grupo es SO(32). Este descubrimiento promovió la primera revolución de supercuerdas. En 1985 se descubrió que las cuerdas heteróticas pueden admitir otros posibles grupos de Gauge, propiamente [[E8 x E8]].